# Равлюк Любомир Романович
Любоми́р Рома́нович Равлю́к (16 лютого 1973, в селі Устя Снятинського району Івано-Франківської області) — український співак, композитор, педагог, громадський діяч,  викладач педагогічного коледжу Чернівецького Національного університету імені Ю.Федьковича, методист Інституту післядипломної педагогічної освіти Чернівецької області, викладач - асистент кафедри музики факультету педагогіки, психології та соціальної роботи Чернівецького національного університету ім. Ю. Федьковича, художній керівник народних аматорських колектів вокального ансамблю «Марічка» Центрального Палацу культури м. Чернівці, чоловічої хорової капели «Дзвін» ім. Т. Стінкового викладачів та співробітників Чернівецького Національного Університету ім. Ю. Федьковича, нагороджений пам'ятною відзнакою-медаллю    "На славу Чернівців", дипломом з благословіння Святого Патріарха Київського та Всієї Руси - України Філарета та почесним титулом  Лицаря-командора, орденом Симона Петлюри, орденом гетьмана Івана Виговського І ступеня, почесною ювілейною відзнакою, медаллю - Степана Бандери, медаллю "За доброчинну діяльність", ювілейною відзнакою, медаллю "100 - років Буковинському віче",

## Дещо з життєпису
Член Національної Ліги композиторів України, Всеукраїнської музичної спілки, лауреат літературно-мистецьких премій імені Марка Черемшини та Сидора Воробкевича, член Всеукраїнської  регіональної асоціації хорового товариства ім. М. Леонтовича.
Лауреат пісенних фестивалів: «Нові імена» (Київ), «Джерела» (Луцьк), «Буковинський жайвір» (Чернівці), «Коли співають козаки» (Чернівці), «Первоцвіт» (Чернівці), «Червона рута» (відбірковий тур).
Керівник народного аматорського вокального ансамблю «Марічка» Центрального Палацу культури м. Чернівців, художній керівник народної аматорської чоловічої хорової капели «Дзвін» ім. Т. Стінкового викладачів та співробітників Чернівецького національного університету імені Юрія Федьковича.
Любомир Равлюк є упорядником наукових статей - " Духовно-просвітницька діяльність Омеляна Поповича", "Стрілецька пісня, як фактор національного пробудження українців", "Співає Марічка" присвячена 100-річчю від дня народження відомого буковинського композитора, заслуженого діяча мистецтв, засновника вокального ансамблю "Марічка". 
Є автором музичної збірки власних композицій «Перший крок до любові» — 1999, збірки «Веселчині фарби», «Калина з Чорногори», «Пісня єднає серця», «Щастя тобі, Україно!» та загалом понад 200 пісень, серед них — «Зжурена сльоза», «Миколаїв день», «Рідне село», «Красива жінка», ряд дитячих пісень; «Їжачок», «Слоненя», «Рябесеньке курчатко» на вірші В. Савки. 
Упорядкував книгу спогадів родини, митців-побратимів, працівників культури та освіти, односельчан висвітлює життєвий та мистецький шлях одного з кращих працівників культури Снятинщини - батька Равлюка Романа Юрійовича -"Він посміхався людям, а доля посміхалася йому...".
Провів свої авторські вечори - "Час долі" - 1993 р., "Перший крок, до любові" - 1998 р., "Весна кохання " - 2003 р., "Весна кохання" - 2008 р., "Щастя тобі, Україно!" - 2018 р., "Символ віри" - 2024 р.
Співпрацює з поетами Вадимом Крищенком, Іваном Грекуляком, Володимиром Григораком, Світланою Яремою,, Василем Васканом, Михайлом Брозинським, Оленою Логіновою, Марією Фуштор, народним артистом України Левком Дутківським, народним артистом України Іваном Дердою, народним  артистом України -Василем Данилюком, заслуженим артистом України — Андрієм Циганком, аранжувальниками Євгенієм Бєляєвим, Андрієм Гуралем, Ігорем Якимовичем, Миколою Бабинчуком, Василем Плугаториком, Олександром Нагорняком.